# Kondó Iszami
Kondó Iszami (japánul: 近藤 勇, Hepburn-átírással: Kondō Isami) (1834. november 9. – 1868. május 17.) japán kardforgató és tiszt az Edo-kor végén. A Sinszengumi parancsnokaként lett híres.

## Élete
Iszami, első nevén Kacugoró, Mijagava Hiszadzsiró, egy földműves fiaként született. Szülőfaluja Kami-Isihara, Muszasi tartományban (a mai Csófu Nyugat-Tokióban). Kacugoró 1848-tól kezdve a Sieikan dódzsóban edzett (ez volt a Tennen Risin-rjú fő dódzsója).
Fiatal korában állítólag rengeteget olvasott, különösen kedvelte a 47 rónin históriáját és A három királyság regényes történetét. Műveltsége, és az, hogy egyszer legyőzött egy csapat tolvajt, akik be akartak törni a házába, közkedveltté tették. Ezzel magára vonta Kondó Súszuke, a Tennen Risin-rjú harmadik mesterének figyelmét, aki 1849-ben örökbe is fogadta. Kacugoró ekkor felvette a Simazaki Kacuta (島崎勝太) nevet. Egy dokumentum szerint 1858-ban már a Simazaki Iszami Fudzsivara (no) Jositake (島崎勇藤原義武) volt a teljes neve, vagyis ekkor már használta az Iszamit.
Állítólag a birtokában volt egy Kotecu nevű kard, amelyet egy 17. századi kardkovács, Nagaszone Kotecu készített, ám a kard valódisága erősen megkérdőjelezhető. Valószínűleg Minamoto no Kijomaro készítette, aki nagyjából Kondó idejében tevékenykedett, mint elismert kovács.
Kondó 1860-ban vette el feleségét, Ocunét. A házasság előnyös volt Kondó számára, mivel a nő apja Macui Jaszogoró, a Simizu-Tokugava család szolgálatában állt. 1861. szeptember 30-án Iszami lett a Tennen Risin-rjú negyedik mestere, átvette a Sieikan dódzsó vezetését, és felvette a Kondó Iszami nevet. Egy évvel később megszületett lánya, Tamako (1862-1886). Kondó egyetlen unokája, Kondó Hiszataró az orosz-japán háborúban esett el.
Bár a Sinszengumit megelőzően nem állt a sógunátus szolgálatában, 1862-ben jelölték a Kóbuso iskola edzői közé, ahol a sógunátus csatlósait képezték.

## A Sinszenguminál
1863-ban a Tokugava-sógunátus nagyobb csapatot szervezett róninokból azzal a céllal, hogy megvédjék Iemocsi sógunt kiotói útja során. Kondó közeli barátjával, Hidzsikata Tosizóval, és a Sieikan más tagjaival és vendégeivel, így Jamanami Keiszukéval, Okita Szódzsival, Harada Szanoszukéval, Nagakura Sinpacsival, Tódó Heiszukéval és Inoue Genzaburóval közösen csatlakozott a Rósigumi néven ismertté vált alakulathoz. Miután a parancsnokuk, Kijokava Hacsiró felfedte igazi szándékát, miszerint a császárt kívánja támogatni, Kondó, Hidzsikata, az egykor mitói szolgálatban álló Szerizava Kamo, és még néhányan Kiotóban maradtak és megalapították a Mibu Rósigumit. A sógunátus közvetlen csatlósához, az aizui Macudaira Katamorihoz szegődtek, és így Kiotó hadi biztosának szolgálatában a császári főváros rendfenntartó erejeként működtek.
Az augusztus 18-i incidens után kapta meg az alakulat a Sinszengumi nevet. 1864 júniusában (holdnaptár szerint) a csapat hírnevet szerzett magának az Ikeda-ja incidens során, amelynél letartóztattak egy csoport forradalmárt.
1867. július 10-én Kondó és a Sinszengumi többi tagja is elnyerte a hatamoto rangot.

## A Bosin-háború és halála
A toba-fusimi-i ütközetet követően (1868. január) visszatért Edóba és előléptették vakadosijori rangba (若年寄格). Felvette a harcot a császári seregekkel, de többször is vereséget szenvedett, így Kósú-Kacunumánál és Nagarejamánál. Miután feladta magát, 1868. május 17-én (holdnaptár szerint április 25-én) Szakamoto Rjóma meggyilkolásának vádjával Itabasiban lefejezték.

## Fordítás
- Ez a szócikk részben vagy egészben  a   Kondō Isami című angol Wikipédia-szócikk fordításán alapul.  Az eredeti cikk szerkesztőit annak laptörténete sorolja fel. Ez a jelzés csupán a megfogalmazás eredetét és a szerzői jogokat jelzi, nem szolgál a cikkben szereplő információk forrásmegjelöléseként.